# Castell de les Illes
El Castell, o Castellot, de les Illes, és una fortificació medieval d'estil romànic del poble de les Illes, pertanyent actualment al terme comunal de Morellàs i les Illes, a la comarca del Vallespir, Catalunya del Nord.
Està situat al costat mateix de l'església de Santa Maria de les Illes, o la Mare de Déu del Remei, en el vessant del turó anomenat Puig de l'Església, al nord del poble de les Illes.

## Història
No hi ha a penes documentació sobre aquest castell, que va ser seu d'una senyoria de la qual es té notícia des del segle xii. Fou infeudada el 1359 a Ponç d'Avinyó, pertanyent a un llinatge empordanès que tenia moltes possessions a la Catalunya del Nord. Als segles xiv i xv passà a mans dels Darnius, també empordanesos amb presència al Rosselló i al Vallespir. Al segle xvi passà, per successius matrimonis als d'Ardena, fins que a començaments del XVII Josep d'Ardena i de Sabastida, baró de Darnius i senyor de les Illes, es posà al servei del rei Lluís XIII de França, oposant-se a Felip IV de Castella en la Guerra dels Segadors; com a recompensa, el rei francès el premià amb el títol de Comte de les Illes. Els seus descendents, que passaren a cognominar-se de Taverner, conservaren el títol fins a la Revolució Francesa.

## La fortificació
El recinte fortificat de les Illes, més tardà que l'església de Santa Maria, hi fou afegit a l'absis i, alhora, l'església era sobrealçada per a integrar-se en el conjunt fortificat. Una part d'aquesta fortificació fou destruïda quan, el segle xvii, fou construïda la sagristia sud de l'església. Es tractava d'un edifici rectangular, allargat, orientat de nord a sud. Els murs de ponent i septentrional es conserven fins a una alçada de 3 metres, mentre que la resta es conserva en enderrocs tapats en bona part per la vegetació. A l'interior es pot apreciar l'arrencada de la volta que cobria el bastiment. L'aparell és rústic, fet de blocs de granit escantonats lligats amb morter, amb pedres més grosses i regulars a les cantoneres, datable al segle xiii. S'hi conserven algunes sageteres.